# Stenaelurillus
Stenaelurillus is een geslacht van spinnen uit de familie van de springspinnen (Salticidae).

## Soorten
- Stenaelurillus abramovi Logunov, 2008
- Stenaelurillus albopunctatus Caporiacco, 1949
- Stenaelurillus ambiguus Denis, 1966
- Stenaelurillus arambagensis (Biswas & Biswas, 1992)
- Stenaelurillus cristatus Wesolowska & Russell-Smith, 2000
- Stenaelurillus darwini Wesolowska & Russell-Smith, 2000
- Stenaelurillus fuscatus Wesolowska & Russell-Smith, 2000
- Stenaelurillus giovae Caporiacco, 1936
- Stenaelurillus glaber Wesolowska & A. Russell-Smith, 2011
- Stenaelurillus guttiger (Simon, 1901)
- Stenaelurillus hainanensis Peng, 1995
- Stenaelurillus hirsutus Lessert, 1927
- Stenaelurillus ignobilis Wesolowska & Cumming, 2011
- Stenaelurillus iubatus Wesolowska & A. Russell-Smith, 2011
- Stenaelurillus kronestedti Próchniewicz & Heciak, 1994
- Stenaelurillus lesserti Reimoser, 1934
- Stenaelurillus leucogrammus Simon, 1902
- Stenaelurillus marusiki Logunov, 2001
- Stenaelurillus minutus Song & Chai, 1991
- Stenaelurillus mirabilis Wesolowska & Russell-Smith, 2000
- Stenaelurillus natalensis Haddad & Wesolowska, 2006
- Stenaelurillus nigricaudus Simon, 1886
- Stenaelurillus pilosus Wesolowska & A. Russell-Smith, 2011
- Stenaelurillus setosus (Thorell, 1895)
- Stenaelurillus strandi Caporiacco, 1939
- Stenaelurillus striolatus Wesolowska & A. Russell-Smith, 2011
- Stenaelurillus triguttatus Simon, 1886
- Stenaelurillus uniguttatus Lessert, 1925
- Stenaelurillus werneri Simon, 1906